# Kim López González
Kim López González (Valencia, 4 de enero de 1989) es un deportista español que compite en atletismo adaptado. Ganó dos medallas en los Juegos Paralímpicos de Verano, oro en Río de Janeiro 2016 y oro en Tokio 2020.

## Palmarés internacional
| Juegos Paralímpicos | Juegos Paralímpicos     | Juegos Paralímpicos | Juegos Paralímpicos |
| Año                 | Lugar                   | Medalla             | Prueba              |
| ------------------- | ----------------------- | ------------------- | ------------------- |
| 2016                | Río de Janeiro (Brasil) | Medalla de oro      | Peso F12            |
| 2020                | Tokio (Japón)           | Medalla de oro      | Peso F12            |